# Jubaeopsis caffra
Jubaeopsis caffra är en enhjärtbladig växtart som beskrevs av Odoardo Beccari. Jubaeopsis caffra ingår i släktet Jubaeopsis och familjen Arecaceae. Inga underarter finns listade i Catalogue of Life.

## Bildgalleri

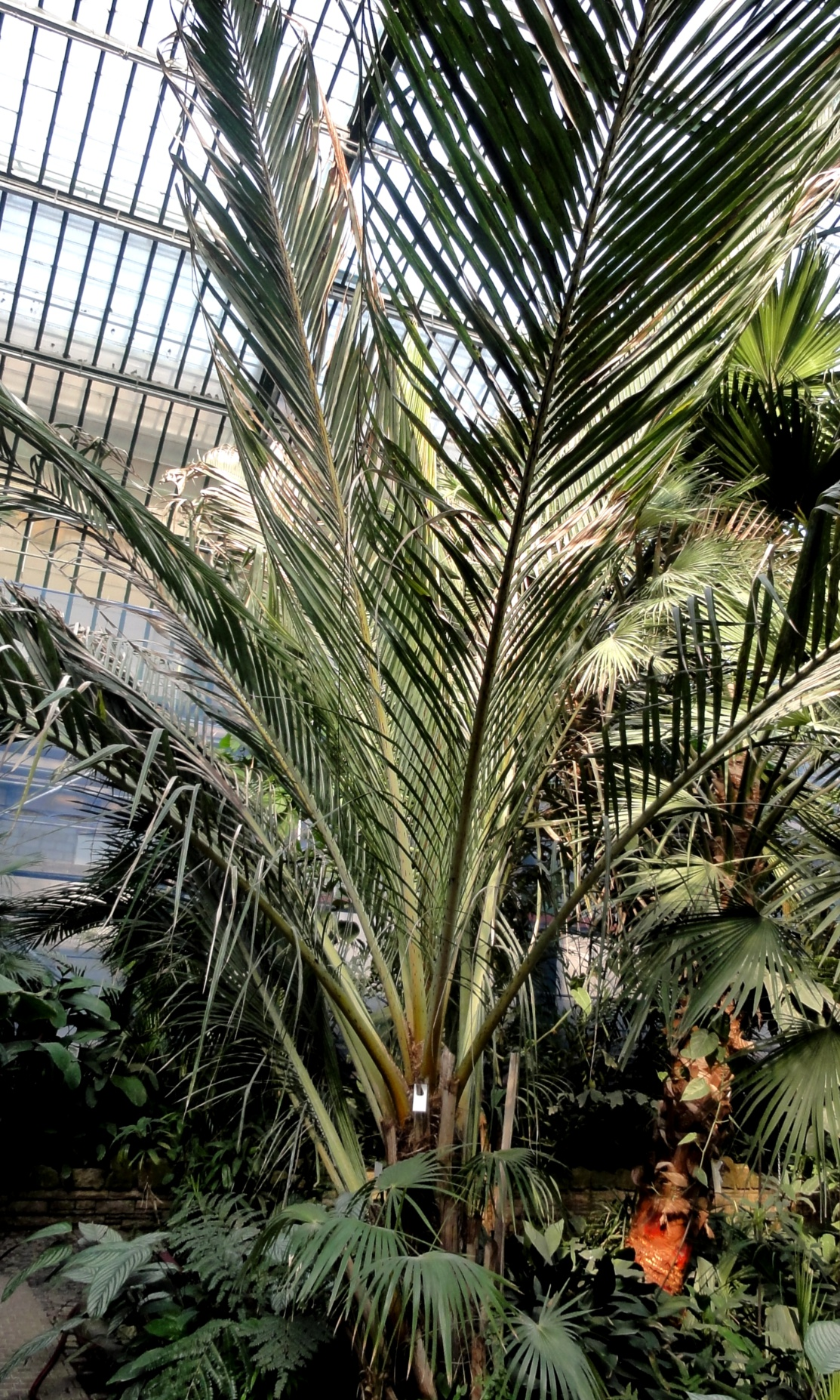